# Sugia

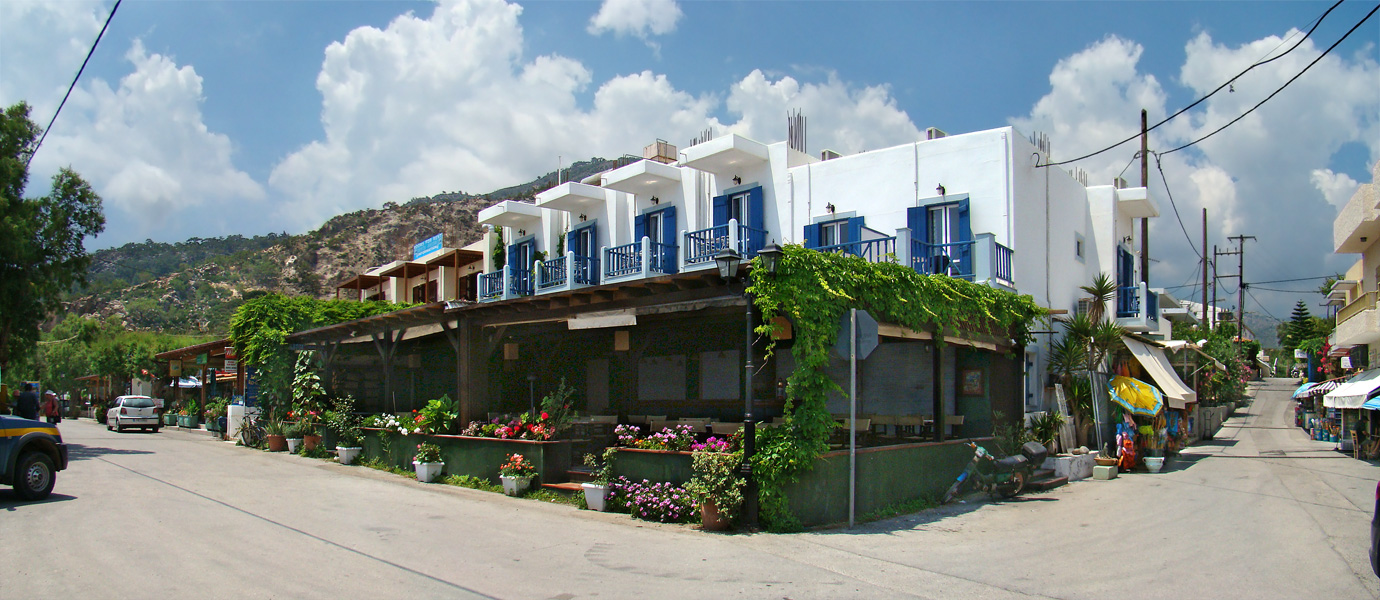
Carretera principal de Sugia y paseo marítimo,

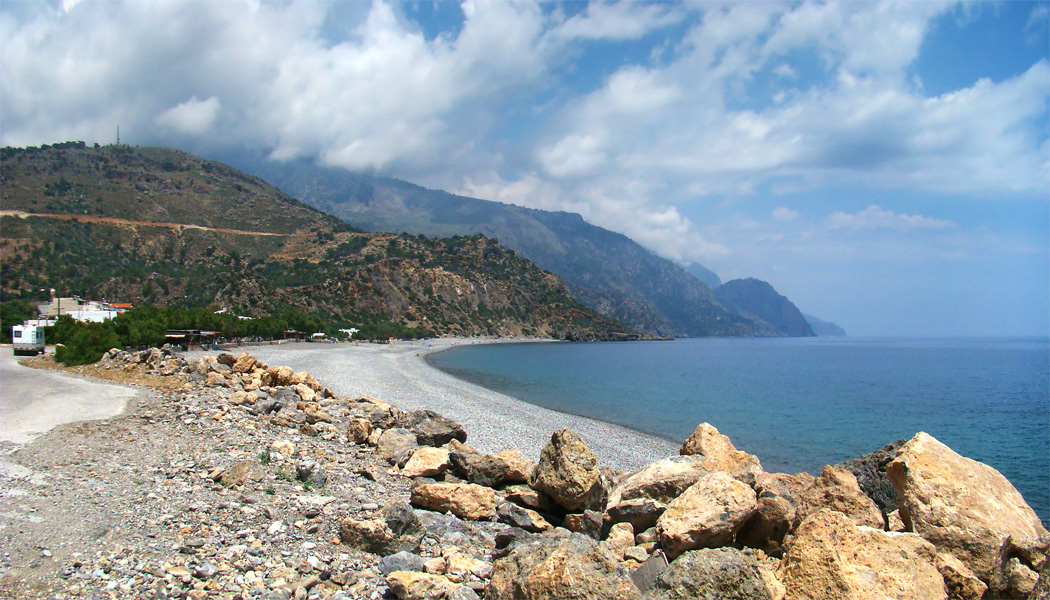
Playa en Sugia.

Sugia o Sougia (griego: Σούγια) es un pequeño pueblo costero y sede de la comunidad homónima del municipio de Kántanos-Sélino en la unidad periférica de La Canea, isla de Creta, Grecia.
En la antigüedad fue la ciudad de Syía (en griego: Συία), mencionada con el nombre de Syba por Estrabón. Históricamente forma parte de la región de Sfakiá.

## Geografía
Sugia está a alrededor de 70 kilómetros de La Canea, al oeste de la desembocadura del arroyo Ayeriniotis, que cruza el desfiladero de Agia Irene, que termina cerca de Sugia. El cañón se ha formado a lo largo de una falla que separa las filitas-cuarcitas al oeste y las calizas dolomíticas de Trypalios al este. El valle es angosto, con laderas escarpadas de pinos que terminan en una extensa playa de guijarros.
La comunidad consta de los siguientes pueblos (población en 2011):
- Sugia (136 hab.)
- Kustogérako (44 hab.)
- Livadas (17 hab.)
- Moni (23 hab.)

## Historia
Sugia era conocida como Syía en la antigüedad y era uno de los puertos de la ciudad de Éliro. La multitud de pequeñas ciudades-estado independientes está ilustrada por la Confederación de Oreii, un acuerdo formado alrededor del año 300 a. C. por las seis siguientes, Éliro, Liso, Hirtacina, Tarra, Syía y Pecilasio, pueblos del sudoeste, hoy día escasamente poblados. Más tarde se les unieron en la Confederación, Gortys y Cirenaica (en el norte de África).
Mientras el poder romano crecía en el Mediterráneo, la posición estratégica de Creta y su turbulenta reputación la llevaron inexorablemente a la lucha. Syía floreció en la época romana y los primeros años cristianos. Existen ruinas de casas romanas en la parte oriental del valle, así como restos de un acueducto.
Después del período bizantino temprano, se sabe poco sobre Syía, solo que fue destruida en el siglo IX por los sarracenos. De la época cristiana quedó una importante basílica bizantina, donde se encontró un hermoso mosaico, ahora expuesto en el Museo Arqueológico de La Canea. Von posterioridad, probablemente no fue más que un asentamiento de pescadores para los pueblos de las colinas (Livadas, Kustogérako y Moni).
En 1943, durante la ocupación alemana, los alemanes arrasaron los pueblos de Livadas, Moni y Kustogérako, como represalia por las acciones de los partisanos locales.
Sugia renació después de la Segunda Guerra Mundial. En ese momento no había ninguna carretera que condujera desde el norte de la isla a la región y se estableció una conexión regular en barco desde el Pireo para el comercio de mercancías, que luego eran llevadas por mulas a los pueblos del interior. En la década de 1950, Sugia llegó a tener una escuela a la que asistían 150 alumnos. Cuando se construyó la carretera que unía Sugia con el norte, el pueblo perdió su importancia como centro comercial. La mayoría de sus habitantes regresaron a sus aldeas originales o emigraron (a Estados Unidos, Canadá, Australia y Grecia continental) y Sugia se convirtió, una vez más en un pequeño asentamiento. Sugia fue 'descubierta' en los años 60 por los primeros viajeros y se hizo bastante popular en los años 70, especialmente entre los jóvenes alemanes.
Las leyendas también sugieren que el cíclope en la aventura de Odiseo vivió en Sugia.